# Львов, Валерий Константинович
Валерий Константинович Львов (20 февраля 1953, Чебоксары — 24 мая 2025) — советский боксёр, чемпион СССР (1978), чемпион мира (1978), заслуженный мастер спорта СССР (1978). Провел 250 боев, в том числе и в матчевых встречах СССР — США.

## Биография
Был принят в секцию бокса в 8 классе при весе в 38 кг: 

Начал боксировать в категории 40 кг, потом выиграл первенство ЦС «Динамо» среди старших юношей в весе 48 кг. В «Динамо» мне повезло, поскольку не только тренировался в одном зале с олимпийским чемпионом Мехико Валерианом Соколовым, но и часто стоял с ним в паре, хотя весил на шесть кг меньше. Получал, конечно, в этих спаррингах как следует, но терпел. Потом эти уроки пошли впрок— Из интервью В. К. Львова
Занимался в Доме спорта «Динамо» в Чебоксарах под руководством мастера спорта СССР (1964) Михаила Степанова. В 18 лет стал членом взрослой сборной Чувашии, в составе которой дебютировал на Спартакиаде народов РСФСР в Саратове. Затем участвовал в чемпионате российского «Динамо» в Тамбове, где получил звание мастера спорта. Победитель молодёжного первенства СССР 1972 года. Спустя полтора месяца стал победителем первенства Европы среди юниоров в Бухаресте в 1972 году. Львову присваивают звание мастера спорта международного класса, включают в состав сборной СССР.
На традиционной встрече между боксерами СССР и США в 1973 году Львов в первом раунде послал в нокдаун Рэя Леонарда, будущего чемпиона Олимпийских игр, трёхкратного чемпиона мира среди профессионалов, хотя и проиграл тот бой.
Победил на Спартакиаде народов СССР 1975 года. Этот турнир также имел статус 41-го чемпионата СССР по боксу.
Служил в милиции, в отделе охраны МВД Чувашии. Сначала старшиной, потом лейтенантом. В 1977 году окончил факультет механизации сельского хозяйства Чувашского сельскохозяйственного института.Тогда же пропустил чемпионат СССР во Фрунзе и был выведен из состава сборной. По словам заслуженного тренера СССР Михаила Завьялова, был исключен не по спортивным причинам:

Был ещё один прекрасный боксёр из Чебоксар Валерий Львов, динамовец, капитан Внутренних войск. Так вот он умудрился с чемпионата мира привезти полный портфель эротических журналов. Реакция была очень жёсткой. Львова убрали из сборной и исключили из комсомола. Другие времена — другие нравы.
В феврале 1978 года уверенно победил на чемпионате СССР в Тбилиси. В мае того же года победил на чемпионате мира в Белграде, получив звание заслуженного мастера спорта СССР. После 1978 года занялся тренерской работой в чебоксарской школе высшего спортивного мастерства им. Игнатьева. Воспитал чемпиона мира по кикбоксингу Александра Фёдорова.
Директор Чебоксарской ДЮСШ по видам единоборства им. В. С. Соколова. Судья международной категории по боксу (1999). 27 декабря 2013 года принял участие в Эстафете Олимпийского огня зимних Олимпийских игр 2014 года в городе Чебоксары.
Умер 24 мая 2025 года в возрасте 72 лет.

## Награды и звания
- Заслуженный мастер спорта СССР (1978)
- Заслуженный работник физической культуры и спорта Чувашской АССР (1978)
- Заслуженный тренер Республики Марий Эл (1999)
- Заслуженный тренер Чувашской Республики (2001)[4]
- Почётный гражданин города Чебоксары (2019)[8]
- Памятная медаль «100-летие образования Чувашской автономной области» (2020)